# Olasz labdarúgó-bajnokság (első osztály)
A Serie A, avagy hivatalos nevén Serie A TIM egy professzionális labdarúgó-bajnokság Olaszország legjobb klubcsapatai számára. Jelenlegi formáját az 1929–1930-as idényben vette fel. Azóta 2 idény kivételével (1943–1944, 1944–1945) minden évben megrendezték. Az 1945–1946-os szezont eleinte nem, ám később elismerte a szövetség. Az olasz klubok összesen 39 európai kupagyőzelmet arattak:
- 12 BL/BEK győzelem
- 11 VVK/UEFA-kupa/Európa-liga győzelem
- 7 KEK győzelem
- 9 UEFA-szuperkupa győzelem

Emellett 31 alkalommal nyertek ezüstérmet ezen sorozatok döntőjében.
A bajnokságban egy alkalommal nem hirdettek győztest. A 2004–2005-ös idényt ugyan megnyerte a Juventus, ám az egy évvel későbbi labdarúgóbotrány következtében ezt a címet elvették a csapattól. Ezzel megtört a torinóiak hibátlan szereplése is, mivel később a klubot a másodosztályba sorolták. Így az egyetlen klub amely eddig minden Serie A kiírásban részt vett csak az Internazionale maradt.

## A bajnokság rendszere
A Serie A történelmében legtöbb alkalommal 16 vagy 18 csapatból álló bajnoksággal találkozhatunk annak ellenére, hogy a 2004–05-ös szezonban a csapatok számát 20-ra növelték és ezt a rendszert mindmáig megtartották. Alább egy összeállítás olvasható arról, hogy a bajnokság egyes szakaszaiban mennyi csapat versengett az olasz bajnoki címért.
|  | - 1929–1934 = 18 - 1934–1943 = 16 - 1945–1946 = 251 - 1946–1947 = 20 - 1947–1948 = 21 - 1948–1952 = 20 |  | - 1952–1967 = 18 - 1967–1988 = 16 - 1988–2004 = 18 - 2004–től = 20 |

1 - Két csoportban, déli és északi, majd egy döntő csoportkör.

Az augusztustól májusig terjedő időszakban minden csapat kétszer mérkőzik meg a bajnokság minden csapatával, így összesen 38 mérkőzéssel zárnak. A valódi körmérkőzéses rendszer első felét "őszi" szezonnak nevezzük, amelyben a sorsolásnak megfelelően a csapatok vagy pályaválasztóként hazai pályán, vagy idegenben játszanak a liga többi csapatával, ami összesen 19 mérkőzést jelent. A bajnokság második felét "tavaszi" szezonnak hívjuk, amelyben a visszavágók történnek. Az ismételten 19 mérkőzésből álló szakaszban a mérkőzések pályaválasztói joga felcserélődik.
1994 óta 3 pont jár a győzelemért és 1 pont a döntetlenért, illetve nem szerezhető pont a vereségekért. Korábban rájátszásra (spareggio) kötelezték mindazon csapatokat, amelyek azonos pontszámmal zárták a bajnokságot, azonban ezt a 2005–06-os szezon óta eltörölték. Jelenleg, ha két csapat azonos pontszámmal fejezi be a bajnokságot, úgy az egymás ellen elért eredményük (classifica avulsa) alapján rangsorolják őket. Abban az esetben, ha kettő, vagy több csapat végez azonos pontszámmal és azonos egymás ellen elért eredménnyel, úgy a gólkülönbség, majd a több lőtt gól, végül az idegenben lőtt több gól szolgálja a végső sorrend meghatározásának alapját.
Korábban a Serie A első négy helyezett csapata jogosult az Bajnokok Ligájában indulni, de ebben a bajnokságban (2011-12) már csak három csapat harcolhatja ki a Bajnokok Ligája szereplést. A bajnokság első két helyezettje közvetlenül a  főtáblára kerül, míg a harmadik helyezett a rájátszásban kezdi meg szereplését, ahol oda-visszavágós selejtező mérkőzésre kötelezett. A 4. és 5. helyen végzett csapatok indulhatnak az Európa-liga rájátszásában. Ha az olasz kupa döntősei az 5-nél jobb helyen végeznek az első osztályban akkor a 6. helyezett is Európa-liga induló, mégpedig a harmadik selejtezőkörben.
A Serie A utolsó három helyén végzett csapatai kiesnek a Serie B-be, ahonnan minden évben 3 új csapat jut fel.
A mérkőzések időpontjai ideális esetben:
- Szombat: 1 mérkőzés 18:00-kor, illetve 1 mérkőzés 20:45-kor;
- Vasárnap: 7 mérkőzés 15:00-kor, illetve 1 mérkőzés 20:45-kor.

Ettől eltérnek a bajnokság hajrájában megtartott fordulók időpontjai, mivel akkor minden mérkőzést egy időpontban rendeznek.

## Az arany csillag
Az arany csillag (olaszul: Stella d’Oro al Merito Sportivo) Umberto Agnelli ötlete volt. Ezt a kitüntetést 10 bajnoki címenként kap meg egy csapat. Az első ilyen klub, mely csillagot kapott a Juventus volt 1958-ban. Később 1982-ben a 20. bajnoki cím után már a második, 2014-ben a 30. bajnoki cím után pedig már a harmadik csillagot is megkapták a zebrák. A torinói klubon kívül 2 milánói csapat büszkélkedhet ezzel a kitüntetéssel. Az egyik az Internazionale, amely 1966-os elsősége révén kapott csillagot, és 2024-ben a 20. bajnoki sikerükért. A másik a Milan együttese, akik 1979-ben érték el a 10. bajnoki sikerüket.
- Juventus (1958, 1982, 2014)
- Internazionale (1966, 2024)
- Milan (1979)

## Bajnokcsapatok
| Klubcsapat     | Aranyérmes | Ezüstérmes | Szezonok |
| -------------- | ---------- | ---------- | --- |
| Juventus       | 36         | 21         | 1905, 1925–26, 1930–31, 1931–32, 1932–33, 1933–34, 1934–35, 1949–50, 1951–52, 1957–58, 1959–60, 1960–61, 1966–67, 1971–72, 1972–73, 1974–75, 1976–77, 1977–78, 1980–81, 1981–82, 1983–84, 1985–86, 1994–95, 1996–97, 1997–98, 2001–02, 2002–03, 2004–051, 2005–062, 2011–12, 2012–13, 2013–14, 2014–15, 2015–16, 2016–17, 2017–18, 2018–19, 2019–20 |
| Internazionale | 20         | 17         | 1909–10, 1919–20, 1929–30, 1937–38, 1939–40, 1952–53, 1953–54, 1962–63, 1964–65, 1965–66, 1970–71, 1979–80, 1988–89, 2005–062, 2006–07, 2007–08, 2008–09, 2009–10, 2020–21, 2023–24 |
| AC Milan       | 19         | 17         | 1901, 1906, 1907, 1950–51, 1954–55, 1956–57, 1958–59, 1961–62, 1967–68, 1978–79, 1987–88, 1991–92, 1992–93, 1993–94, 1995–96, 1998–99, 2003–04, 2010–11, 2021–22 |
| Genoa          | 9          | 4          | 1898, 1899, 1900, 1902, 1903, 1904, 1914–15, 1922–23, 1923–24 |
| Torino         | 7          | 8          | 1927–28, 1942–43, 1945–46, 1946–47, 1947–48, 1948–49, 1975–76 |
| Bologna        | 7          | 4          | 1924–25, 1928–29, 1935–36, 1936–37, 1938–39, 1940–41, 1963–64 |
| Pro Vercelli   | 7          | 1          | 1908, 1909, 1910–11, 1911–12, 1912–13, 1920–21, 1921–22 (CCI) |
| Napoli         | 4          | 8          | 1986–87, 1989–90, 2022–23, 2024–25 |
| Roma           | 3          | 14         | 1941–42, 1982–83, 2000–01 |
| Lazio          | 2          | 6          | 1973–74, 1999–2000 |
| Fiorentina     | 2          | 5          | 1955–56, 1968–69 |
| Cagliari       | 1          | 1          | 1969–70 |
| Casale         | 1          | –          | 1913–14 |
| Novese         | 1          | –          | 1921–22 (FIGC) |
| Sampdoria      | 1          | –          | 1990–91 |
| Hellas Verona  | 1          | –          | 1984–85 |
| Spezia         | 1          | –          | 1944 |

Vastagon kiemelve a jelenlegi győztes.

1, 2 - A Juventustól a Calciopoli miatt elvették, a 2004-05-ös cím betöltetlen maradt, a 2005-06-os címet az Internazionale kapta.

## A Serie A csapatai
1922-ig regionális, majd 1922-1929 között régiók közötti rendszeren alapuló kiírásokban számos labdarúgóklub versengett az olasz élvonalban (összesen 67). Az alábbiakban csak a ligarendszerű Serie A csapatai kerülnek felsorolásra.

### Részvételek a Serie A-ban
|  | - 88 szezon: Internazionale - 87 szezon: Juventus, Roma - 86 szezon: Milan - 82 szezon: Fiorentina - 77 szezon: Lazio - 76 szezon: Torino - 74 szezon: Napoli - 73 szezon: Bologna - 63 szezon: Sampdoria - 59 szezon: Atalanta - 53 szezon: Genoa - 47 szezon: Udinese - 40 szezon: Cagliari - 30 szezon: Bari, Vicenza - 29 szezon: Palermo, Hellas Verona - 26 szezon: Triestina, Parma | - 23 szezon: Brescia - 19 szezon: SPAL - 18 szezon: Livorno - 17 szezon: Catania, Chievo - 16 szezon: Ascoli, Padova, Lecce - 15 szezon: Lecce - 13 szezon: Alessandria, Cesena, Como, Empoli, Modena, Novara, Perugia - 12 szezon: Pro Patria, Venezia - 11 szezon: Foggia - 10 szezon: Avellino - 9 szezon: Reggina, Siena - 8 szezon: Lucchese, Piacenza - 7 szezon: Catanzaro, Cremonese, Mantova, Pescara, Pisa, Varese - 6 szezon: Pro Vercelli, Sassuolo - 5 szezon: Liguria, Messina - 4 szezon: Casale - 3 szezon: Lecco, Legnano, Reggiana, Sampierdarenese - 2 szezon: Ancona, Crotone, Frosinone, Salernitana, Ternana - 1 szezon: Benevento, Carpi, Pistoiese, Treviso |

A vastagon jelölt csapatok tagjai a jelenlegi szezonnak, melyből az Internazionale az egyetlen olyan csapat, amely eddig minden egyes kiírásban résztvevő volt.

## Külső hivatkozások
- Hivatalos weboldal (olaszul)
- Eredmények, statisztikák
- Serie A Archiválva 2013. október 16-i dátummal a Wayback Machine-ben – Minden eredmény 1929 óta.
- Az olasz Serie A friss hírei és eredményei